# Ars Operandi
Ars Operandi es una revista digital de información española, especializada en crítica y debate en torno a las prácticas artísticas que se producen en su contexto más próximo, la ciudad de Córdoba. 

## Historia
Ars Operandi comienza en 2008 como un blog de contenidos de arte y cultura impulsado por el historiador y comisario de arte José Álvarez. Tras la incorporación en 2009 del artista Tete Álvarez, quien se ocupó de la redacción y los contenidos audiovisuales y posteriormente de los críticos colaboradores: Ángel Luis Pérez Villén, Óscar Fernández, Jesús Alcaide y Pablo Rabasco, el proyecto evoluciona a un formato magazine que dio cabida tanto a información especializada como a crítica de arte y archivo de contenidos audiovisuales.
La revista cuenta con dos repositorios de archivos online: TXTs,  archivo de catálogos de exposiciones y textos críticos de arte contemporáneo en Córdoba y Ars Operandi Videos, una amplia fuente documental que abarca desde la década de los 90 hasta nuestros días y que recoge casi un centenar de videos alojados en un canal propio en Vimeo donde los contenidos están disponibles de forma completamente libre, pudiendo ser copiados, redistribuidos o modificados bajo licencia Creative Commons.